# Parque Sorbier
El parque Sorbier (en francés square Sorbier) es un parque del XX Distrito de París.

## Descripción
Creado en 1938 sobre los terrenos de una cantera agotada de yeso, el parque se extiende sobre 5640 m². Está compuesto por zonas ajardinadas con césped y macizos de plantas, así como una gran variedad de árboles de diferentes especies: enebros de China en la entrada,  acebo, Sofora de Japón y acacias . 
Dentro del parque seis pozos de ventilación del metro han sido camuflados con macizos de madreselva. Dispone igualmente de una zona de juegos infantiles.
Su nombre hace referencia al general de división Jean Barthélemot de Sorbier (1762-1827). Aunque casualmente en francés se le llama Sorbier al serbal de los cazadores o azarollo (Sorbus aucuparia).

## Situación
El parque ocupa un triángulo entre las calles Sorbier al sur y Bidassoa al norte que se cruzan en ángulo, quedando cerrado al este por una escuela infantil en la calle Sorbier y por el edificio del servicio de duchas y baños del ayuntamiento de París en la calle Bidassoa.
Se localiza en las coordenadas: 48°52′1″N 2°23′29″E / 48.86694, 2.39139
 -  Línea 3 - Gambetta